# 791

## Události
- 20. srpna – zahájeno tažení franského krále Karla Velikého proti Avarskému kaganátu, které mělo jen částečný vojenský úspěch, ale přesto kaganát vnitřně destabilizovalo; při zpáteční cestě v listopadu se část vojska pod hrabětem Theoderichem a komorníkem Meginfridem vracela „cestou přes Čechy, kterou přišla“ (per Beehaimos via, qua venerant), což je první písemná zmínka o Češích

#### Probíhající události
- 772–804: Saské války

## Hlava státu
- Papež – Hadrián I. (772–795)
- Byzantská říše – Konstantin VI. (780–797)
- Franská říše – Karel Veliký (768–814)
- Anglie
  - Wessex – Beorhtric
  - Essex – Sigeric
  - Mercie – Offa (757–796)
  - Kent – Offa (785–796)
- První bulharská říše – Kardam